# خوليو تشافيز
خوليو تشافيز (بالإسبانية: Julio Chávez)‏ هو ممثل أرجنتيني، ولد في 14 يوليو 1956 في بوينس آيرس في الأرجنتين.

## وصلات خارجية
- خوليو تشافيز على موقع IMDb (الإنجليزية)
- خوليو تشافيز على موقع قاعدة بيانات الفيلم (الإنجليزية)